# Catetere
In medicina, il catetere (pronuncia più corretta, ma meno comune: /kateˈtɛre/; pronuncia moderna: /kaˈtɛtere/) è una cannula di gomma o di altro materiale che si introduce in una cavità del corpo per favorire il drenaggio del contenuto, per introdurre medicamenti o per scopo diagnostico. L'atto dell'introduzione di un catetere all'interno del corpo umano viene definito cateterizzazione.
Il catetere di gomma fu inventato e usato per la prima volta dall'urologo ed oculista Michele Troja.

## Calibro
L'unità di misura del catetere è la scala di Charrière (o French) e corrisponde al diametro esterno del catetere: 1 ch = 1 Fr = 1/3 mm